# Héctor Guerra (cantante)
Héctor David Barriga Guerra (Minas de Riotinto, 1990) es un cantante español de  música urbana (Trap latino, afrobeat, hip hop español,  cumbia, reggae y de música andina. Forma parte del movimiento  colectivo Pachamama Crew que formó en el 2000.

## Biografía
Nació  en Minas de Riotinto, de padre de boliviano y madre de española. A los dieciocho años fue apadrinado por DJ Lord de Public Enemy, a los cuales acompañó de tour por algunos festivales musicales de España.
Tras vender miles de copias cantando en el metro y calles de Madrid con su grupo Pachamama Crew, Warner Music Spain lanzó el disco del grupo Lágrimas en 2011.
Su primer disco en solitario se titula Amor y fue elogiado por la prensa independiente estadounidense y mexicana como uno de los mejores discos latinos del 2012.
El sencillo «What Up?» logró el número 1 de ventas en iTunes México en la compilación Estación Wirikuta, donde colaboró con grandes figuras de la música latina como Rubén Albarrán de Café Tacuba o Roco de Maldita Vecindad.
Durante el 2013 realizó una extensa gira por Estados Unidos y México, donde tocó en ciudades como Chicago, New York, Los Ángeles, San Francisco, Ciudad de México, o Guadalajara entre otras. Así mismo, abrió la gira por California de Panteón Rococó y Molotov (banda) pasando por salas como The Fillmore o el prestigioso festival internacional SXSW 2013 en Texas con Snoop Dog, Major Lazer o Café Tacuba.
En 2014 estuvo de Headliner en el primer día del festival internacional CERVANTINO en México, así como en el festival Cumbre Tajin, también participó junto a Sistema Bomb en el festival Internacional Rio Loco, en Toulouse, Francia.
Su segundo disco se lanzó en 2015 y se llamó Gracias por existir, donde destacan sencillos como «Fantazy», el cual fue seleccionado como Top 10 Latino del año en la radio nacional de USA, (NPR) o «Gracias por existir» donde colabora con Panteón Rococó. Con este disco cerró una distribución física en Japón por primera vez.
En mayo de 2017 salió el sencillo «Yo soy Dios» junto al rapero Adán Cruz, una canción de trap que en menos de un mes cosechó un millón de reproducciones en YouTube.[cita requerida] Ese mismo año, la canción «Del barrio pa´ Wirikuta» participa como banda sonora principal del documental Mexicanos de bronce de Netflix.
Por otro lado Héctor firmó un contrato de distribución en Corea del Sur, al incluir su sencillo «What  Up?» en una de las series juveniles más exitosas en el país asiático en Netflix: Age of youth o Hellow my tweenties.
El tercer disco de Héctor Guerra se llamó Desde el infierno y fue lanzado en España en enero de 2018, con él termina la trilogía mexicana Amor Desde El Infierno que lo llevó a compartir durante siete años dentro las culturas ancestrales indígenas de México. De este disco se extraen canciones y videos como «U.S.A es México», «Vida» o «Libre de Apegos». El álbum fue elegido disco del mes en Radio Nacional 3 de España, así como la canción «U.S.A. es Mexico» que fue elegida canción de la semana. «Vida» estuvo como sencillo destacado en National Public Radio (NPR) en USA. Este trabajo lo llevó a dar shows a ciudades como Madrid, Barcelona en España, Roma en Italia, Innsbruck en Austria,y a grandes festivales internacionales europeos como Afro Latino Festival en Bélgica compartiendo cartel con Farruko, Luis Fonsi o Juanes, o SFINKS FESTIVAL también en Bélgica, con Julian Marley o en MAD Urban Fest con Daddy Yankee y Tego Calderón.
2020 marca la vuelta de Héctor Guerra con un nuevo trabajo llamado Perreo cósmico, con temas como «Flor del desierto» junto a Muerdo y Hadrian,  «No Va» junto al productor estadounidense El Dusty y el cubano Kumar Sublevao Beat y la canción más destacada de ese disco y con una liberadora letra "Sueltalo" con el carismático Rubén Albarrán y el talentoso Macaco (músico).
En 2021 y 2022 se presenta en el Festival LatinXT , Festival Mole de Mayo y Festival Word Music de Chicago, USA.
En estos momentos se encuentra presentando su Tour "Cumbiando el Mundo", nombre de su último trabajo musical, el cual podemos resumir como LA MUSICA DEL FUTURO y LA BANDA SONORA DE QUIENES QUEREMOS UN MUNDO MEJOR, PERO BAILANDO. El cual lo ha llevado a presentarse en el UPANO Fest de Ecuador,  Festival Ometeotl de México, Altar Festival de Alemania, ETNOSUR de España y otros.

## Discografía
| Álbum                 | Intérprete(s)  | Año  |
| --------------------- | -------------- | ---- |
| [Lágrimas]            | Pachamama Crew | 2011 |
| [Amor]                | Héctor Guerra  | 2012 |
| [Gracias por existir] | Héctor Guerra  | 2015 |
| [Desde el Infierno]   | Héctor Guerra  | 2018 |
| [Perreo Cósmico]      | Héctor Guerra  | 2020 |
| [Cumbiando el Mundo]  | Héctor Guerra  | 2022 |